# Troy McKinna
Troy McKinna es un deportista australiano que compitió en triatlón. Ganó una medalla de bronce en el Campeonato de Oceanía de Triatlón de 2000.

## Palmarés internacional
| Campeonato de Oceanía | Campeonato de Oceanía    | Campeonato de Oceanía | Campeonato de Oceanía |
| Año                   | Lugar                    | Medalla               | Prueba                |
| --------------------- | ------------------------ | --------------------- | --------------------- |
| 2000                  | Gisborne (Nueva Zelanda) | Medalla de bronce     | Individual            |